# Sertularella lagena
Sertularella lagena är en nässeldjursart som först beskrevs av George James Allman 1876.  Sertularella lagena ingår i släktet Sertularella och familjen Sertulariidae. Inga underarter finns listade i Catalogue of Life.